# 中华人民共和国航天工业部
中华人民共和国航天工业部是中华人民共和国国务院的一个负责航天工业的组成部门，已撤销。

## 简要历史
- 1956年，建立国防部第五研究院。
- 1965年1月4日，三届全国人大第一次会议根据国务院总理提出的议案，决定设立第七机械工业部（简称七机部）。
- 1967年3月17日，国务院、中央军委决定对第七机械工业部实行军事管制。
- 1970年6月，第七机械工业部划归军委办事组管辖。
- 1973年9月，国务院恢复国防工业办公室，第七机械工业部恢复由该办公室管理。
- 1981年9月，五届全国人大常委会第二十次会议决定，第八机械工业部（负责战术导弹工业）和第七机械工业部合并，两部合并后，仍称第七机械工业部。
- 1982年5月，在国务院机构改革中，第七机械工业部改名为航天工业部。
- 1988年4月，撤销航天工业部和与航空工业部，组建航空航天工业部。

## 职能
- 1965年1月4日，新设立的第七机械工业部（简称七机部）职能为负责统一管理航天工业的科研、设计、试制、生产和基地建设的工作。以增强对各类航天工业产品的试制生产力量，建立比较完整配套的航天工业体系。
- 1982年5月，国务院批准新设立的航天工业部主要任务和职责是：

```
   (一)贯彻执行中央、国务院、中央军委有关的方针、政策、指示，研究拟订发展导弹、航天器工业的具体方针、政策和行政法规，并检查执行情况。
   (二)负责拟订航天工业的长远规划和年度计划。
   (三)组织航天器系统的应用工程技术和专业基础技术的预先研究。
   (四)组织航天器系统的研究、设计、试制、试验、生产；参与国家对航天器系统的设计定型和生产定型工作。
   (五)编制本部门民品生产的长远规划和年度计划，组织和协调民品的研究、设计、生产和销售。
   (六)组织编制和实施国家投资的及自筹资金的基本建设、技术改造的长远规划和年度计划。
   (七)统一管理和组织航天工业的对外技术合作和交流；组织航天工业新技术的引进和专用设备、特殊原材料、元器件的进VI；组织本部门军品及经划定的经营范围内的民品的出口。
   (八)统一管理航天工业的技术档案、情报资料、计量、标准化工作，以及成果鉴定与推广和发明奖励等工作。
   (九)管理部属院校，组织职工教育，进行全员培训，提高人员的政治素质和技术业务素质。
   (十)负责领导部属企业事业单位科研、生产、基建、人事、劳动、财务、物资等方面的管理工作，不断提高经营管理水平。
   (十一)负责航天工业队伍的建设工作，直接领导所属在京单位的思想政治工作，协同有关省、市、自治区加强对京外单位的思想政治工作。根据干部管理权限，任命、调配干部，并主动与有关省、市、自治区会商。
```

## 组织机构
- 1965年1月，第七机械工业部内设办公厅、计划司、科研局、教育局、生产司、技术安全司、财务司、劳动工资司、行政司、基本建设局、物资局和政治部、中监委派驻监察组。
- 1973年，第七机械工业部内设政治部、办公厅、综合计划局、科研生产局、技术局、物资局、基建局、行政局。
- 1982年7月，航天工业部内设办公厅、行政司、综合计划司、财务司、劳动工资司、教育司、外事司、质量技术司、民品司、基本建设局、物资局、科研生产局、预研局、老干部管理局。

## 历任負責人

### 国防部第五研究院院长
1. 钱学森
2. 刘亚楼
3. 王秉璋

### 第七機械工業部部长
1. 王秉璋
2. 韦统泰（1970年4月，由昆明军区副司令员调任国防科委副主任兼七机部军管会主任，七机部党的核心小组组长。九一三事件后被解职。）
3. 汪洋（初为革委会主任，后改为部长）
4. 宋任穷
5. 郑天翔

### 航天工業部部长
1. 张钧
2. 李绪鄂

### 航天工業总公司总经理
1. 刘纪原
2. 王礼恒
3. 张庆伟